# Фирліуг
Фирліуг (рум. Fârliug) — село у повіті Караш-Северін в Румунії. Входить до складу комуни Фирліуг.
Село розташоване на відстані 353 км на захід від Бухареста, 21 км на північ від Решиці, 56 км на південний схід від Тімішоари.

## Населення
За даними перепису населення 2002 року у селі проживали 947 осіб.
Національний склад населення села:
| Національність | Кількість осіб | Відсоток |
| -------------- | -------------- | -------- |
| румуни         | 930            | 98,2%    |
| українці       | 9              | 1,0%     |

Рідною мовою назвали:
| Мова       | Кількість осіб | Відсоток |
| ---------- | -------------- | -------- |
| румунська  | 933            | 98,5%    |
| українська | 9              | 1,0%     |